# Евергрин (музика)
Евергрин (енгл. Evergreen) је појам који потиче из енглеског, а значи заувек зелено. Овај појам се користи када се говори о старој музици коју и данашње генерације слушају. У овај жанр спадају углавном народне песме, али има и забавних, поп, рок, итд...